# Arnaud Bouron
Pour les articles homonymes, voir Bouron (homonymie).
Arnaud Bouron est un réalisateur, scénariste et illustrateur français.

## Biographie
Diplômé en 1997 de l'école Penninghen où il donnera plus tard des cours d’infographie, Arnaud Bouron commence sa carrière dans le jeu vidéo en tant que graphiste puis directeur artistique au sein du studio In-Utero. Après la refonte artistique des jeux Adibou et le développement du pilote de la série éponyme chez Vivendi Games, il se lance en tant que réalisateur de séries et films d’animation 3D.
2005, il entre chez Method Animation (Groupe Mediawan) et réalise la série Cosmic Robbie, deux saisons du Petit Nicolas (prix du Jury au festival d'Annecy en 2011), et aux côtés de Cyril Adam, la première saison de Super 4 (d’après la licence de jouets Playmobil). Il réalisera également le long métrage Drôles de petites bêtes avec l’auteur Antoon Krings, sorti en 2017 dans plus de vingt pays.
Il intègre entre 2014 et 2015 l’équipe de réalisateurs et scénaristes des Lapins Crétins : Invasion saisons 2 et 3 chez Ubisoft Motion Picture. Il sera par la suite auteur et co-scénariste du spécial TV Les Lapins Crétins Invasion : Objectif Mars, nommé aux Emmy Awards 2022.
Entre 2017 et 2019, il partage la réalisation avec Franz Kirchner et Jérémy Guneau, et écrit plusieurs scénarios de Mike, une vie de chien saison 1, produit par TeamTO. Puis il rejoint en 2020 Cube / Xilam sur la série Pfffirates. A la même période, il s’essaie à d’autres formats sur le film en 4DX pour l’attraction du Parc Astérix Attention Menhir !.
Chez Cyber Group Studios, il renoue avec le thème du jeu vidéo en réalisant Alex Player, série feuilletonnante alliant les techniques 2D et 3D sous Unreal Engine.
En 2008, il a coprésenté le podcast vidéo Scuds avec Jérôme Keinborg et Philippe Guedj puis, en 2012, le podcast The Aguiche Room avec Philippe Guedj. Arnaud Bouron est cofondateur de NoWatch.
En 2009, Arnaud Bouron a illustré la série de livres pour enfants Peurs bêtes écrite par Frédérique Agnès, publié aux editions Max Millo jeunesse. Une première série de quatre livres Peurs bêtes a été adaptée en livre numérique sur iPad par la société Good bye Paper et lus par Jean-Pierre Marielle.

## Filmographie

### Réalisateur
- 2009 : Cosmic Quantum Ray (TV-26 épisodes)
- 2009-2012 : Le Petit Nicolas (TV-104 épisodes) réalisateur
- 2014-2016 : Super 4 (TV-29 épisodes) co-réalisateur avec Cyril Adam
- 2015-2016 : Les Lapins Crétins : Invasion (Rabbids Invasion) (TV-23 épisodes)
- 2017 : Drôles de petites bêtes
- 2018 : Mike, une vie de chien (Mighty Mike) (TV- 29 épisodes)
- 2019 : Attention Menhir ! (attraction 4D Parc Astérix)
- 2021 : Pfffirates (TV 50 épisodes)

### Scénariste
- 2016 : Les Lapins Crétins : Invasion (12 épisodes)
- 2018 : Mike, une vie de chien (Mighty Mike) (4 épisodes)
- 2019 : Lapins crétins (Rabbids on mars) / (TV spécial 70 min) Auteur idée originale et co-scénariste avec Howard reeds
- 2020 : Pfffirates (3 épisodes)

## Distinctions
- Cosmic Robbie : 
  - prix Best TV series au festival Cartoon on the bay 2009

Le Petit Nicolas :
- - prix Jeunesse au Lauriers radio télévision du Sénat (2009)
- prix du jury au festival international du film d'animation d'Annecy (2011)